# 프리트비 (미사일)

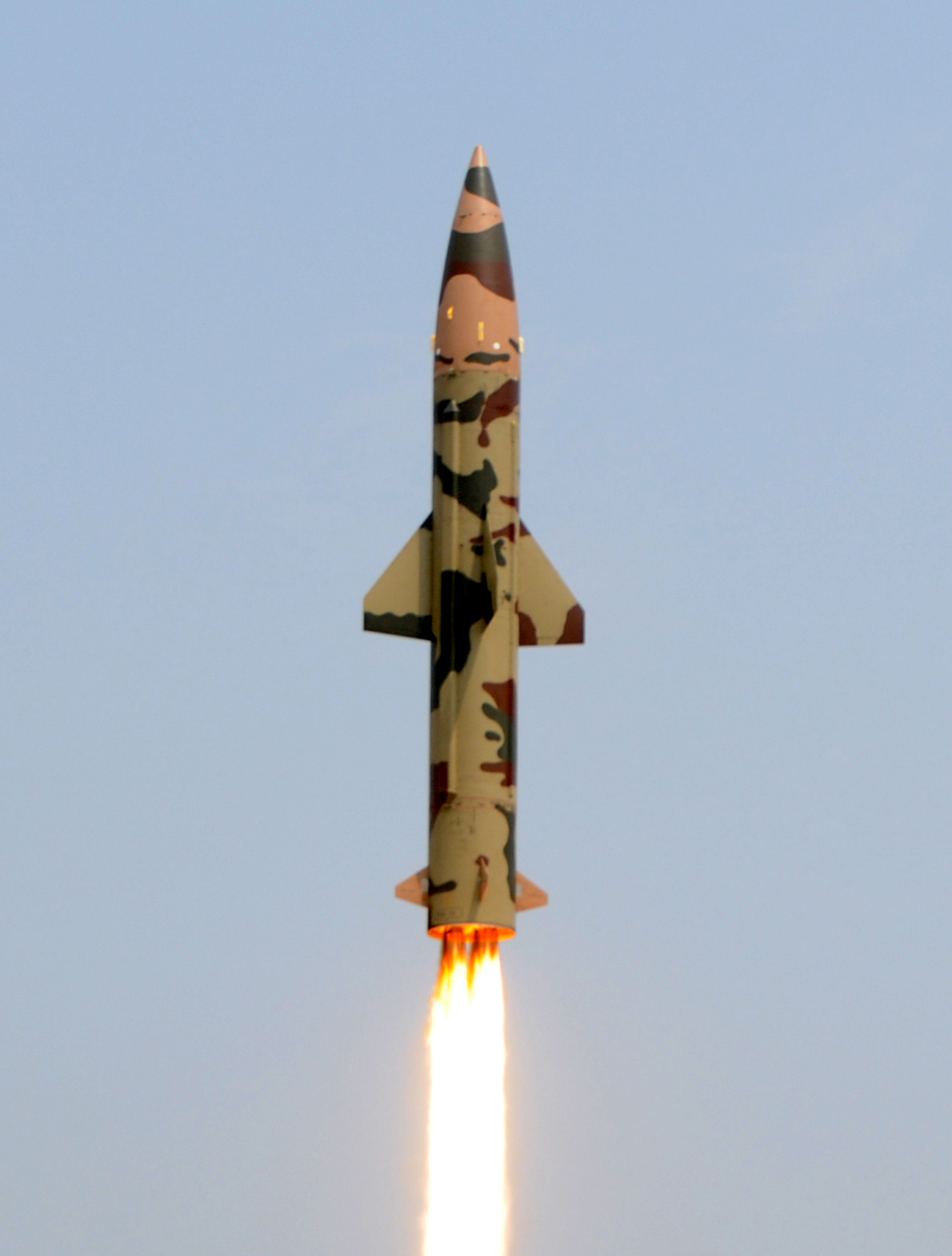
프리트비의 발사 장면

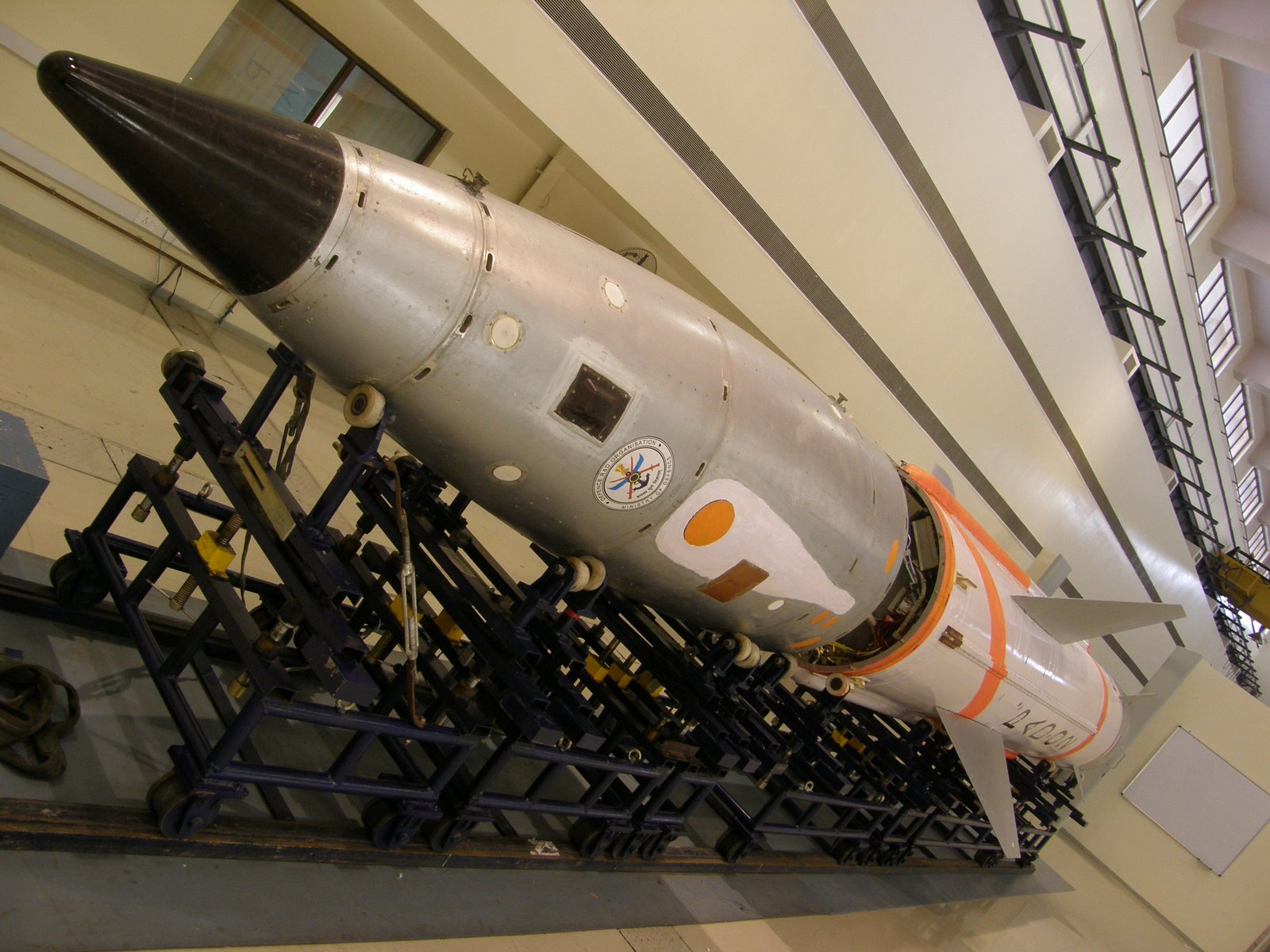
프리트비 지대공 미사일. 프리트비 지대지 미사일을 최근 개조해서 인도판 THAAD 미사일로 사용하고 있다

프리트비 미사일은 인도국방과학연구소(DRDO)가 개발한 단거리 지대지 탄도 미사일(SRBM)이다. 소련의 SA-2 지대공 미사일을 역설계하여 만들었다.

## 한국
한국은 미국의 지대공 미사일(SAM)인 나이키 허큘리스 미사일을 1970년대에 역설계하여 현무 지대지 단거리 탄도 미사일(SRBM)을 개발했는데, 인도는 1970년대에 소련의 지대공 미사일(SAM)인 SA-2를 역설계하여 프리트비 지대지 단거리 탄도 미사일(SRBM)을 개발했다는 점에서 개발방식과 개발시기가 매우 유사하다.

## 파생형
- Prithvi I (SS-150) - 육군. (사거리 150 km, 탄두중량 1,000 kg)
- Prithvi II (SS-250) - 공군. (사거리 250 km, 탄두중량 500 kg)
- Prithvi III (SS-350) - 해군. (사거리 350 km, 탄두중량 500 kg)
- Dhanush - Dhanush는 함정발사용 프리트비 미사일로 알려져 있다.[1]

## Prithvi III
Prithvi III 미사일은 2단계 함대지 미사일이다. 암호명은 활을 뜻하는 Dhanush였다. 다누쉬는 미사일 발사대인 활과 미사일인 화살로 구성된 시스템이다. 1단은 16톤(157 kN) 추력의 고체연료로켓을 사용한다. 2단은 액체연료를 사용한다.
- 1000 kg 탄두 장착시 사거리 350 km
- 500 kg 탄두 장착시 사거리 600 km
- 250 kg 탄두 장착시 사거리 750 km

프리트비3는 2000년에 초계함 수바드라함에서 최초로 시험발사되었다. 개조하여 강화된 헬리콥터 착륙장에서 발사되었으며 250 km를 날아갔다. 부분적인 성공이었다. 완전한 작전 테스트는 2004년에 완료되었다.

## 프리트비 지대공 미사일
인도는 인도 미사일 방어망을 구축했다. 여기서 하층방어는 ADD 미사일을 사용하고, 상층방어는 프리트비 지대지 미사일을 지대공 미사일로 개조한 것을 사용한다. 프리트비 지대공 미사일은 인도판 THAAD 미사일이다.

## 같이 보기
- 인도 미사일 방어망